# Комаровка (Северо-Казахстанская область)
Комаровка (каз. Комаровка) — село в Айыртауском районе Северо-Казахстанской области Казахстана. Входит в состав Антоновского сельского округа. Код КАТО — 593233580.

## Население
В 1999 году население села составляло 472 человека (239 мужчин и 233 женщины). По данным переписи 2009 года, в селе проживало 379 человек (196 мужчин и 183 женщины).